# Clearnet (xarxa)

El Web de superfície en relació amb el Web profund i el Web fosc

Clearnet és un terme anglès acceptat internacionalment en moltes llengües que normalment es refereix a l'Internet accessible al públic. De vegades, "clearnet" s'utilitza com a sinònim de Web de superfície, excloent-hi tant la xarxa fosca com la web profunda. La World Wide Web és un dels serveis distribuïts més populars a Internet, i la Web de superfície està formada per les pàgines web i les bases de dades que són indexades pels motors de cerca tradicionals.
"Clearnet" es pot veure com el contrari del terme "darknet", o Web fosc, que normalment descriu els serveis construïts sobre Tor o altres xarxes d'anonimat, la connexió a les quals està xifrada i anonimitzada. Com que la xarxa fosca no és accessible públicament, forma part de la web profunda. La web profunda, que no està indexada, encara és accessible públicament. Inclou portals web a bases de dades que requereixen cerques de text i llocs web interactius que requereixen més entrada d'usuari que simplement fer clic als hiperenllaços.

## Característiques
Sense l'ús de serveis d'anonimat com Tor, la navegació per la clearnet normalment no és anònima; la majoria de llocs web identifiquen habitualment els usuaris per la seva adreça IP, així com per altres dades transmeses pel client.